# Numedalslågen
El río Numedalslågen es un importante río costero del sureste de Noruega, que discurre por los condados de Buskerud y Vestfold. Con un curso de 359 km, es uno de los ríos más largos del país, comenzando en la meseta de Hardangervidda y desembocando en aguas del Skagerrak en Larvik (Vestfold). En el curso alto del Numedalslågen se han construido una serie de centrales hidroeléctricas.
El Numedalslågen se conoce por ser un buen lugar para la pesca del salmón, aunque se ha encontrado recientemente en sus aguas un parásito (conocido como Gyrodactylus salaris ) que podría ser una amenaza para sus reservas. Además, en el río se pueden pescar trucha, anguila y  lucio.
El río atraviesa los municipios de Larvik, Lardal, Kongsberg, Flesberg, Rollag y Nore og Uvdal. Estos municipios cooperan en la administración y uso de los recursos relacionados con el río en varios proyectos bajo la marca «Grønn Dal» ("Valle Verde").

## El nombre
El río recibe su nombre del valle Numedal, ya que el sufijo  «-lågen» es la forma finita que deriva de låg (noruego lǫgr m) «agua, río». Pero dado que el viejo nombre original del río era Nauma,  el valle recibe su nombre de este (compárese con Gudbrandsdalslågen).